# Léon Flament
Léon Flament (26 mei 1906 - onbekend) was een Belgische roeier.

## Loopbaan
Flament nam samen met Franz de Coninck deel aan de Olympische Spelen van 1928. Samen met stuurman Georges Anthony veroverden ze de bronzen medaille op de twee met stuurman. Later dat jaar werden ze ook Belgisch kampioen. Ook in 1929 werden ze Belgisch kampioen en konden hiermee hun selectie afdwingen voor de Europese kampioenschappen in Bydgoszcz.

## Palmares

### twee met stuurman
- 1928:  OS in Amsterdam
- 1928:  BK
- 1929:  BK